# Pyrochlor
|  | Dieser Artikel wurde aufgrund von formalen Mängeln an Gestaltung bzw. Form und/oder inhaltlichen Mängeln auf der Qualitätssicherungsseite des WikiProjekts Minerale eingetragen. Dies geschieht, um die Qualität der Artikel aus dem Themengebiet Mineralogie auf ein akzeptables Niveau zu bringen. Dabei kann es auch vorkommen, dass Artikel gelöscht werden, die sich nicht signifikant verbessern lassen (siehe dazu auch Wikipedia:Was Wikipedia nicht ist). Sei mutig und hilf mit, die inhaltlichen Mängel dieses Artikels zu beseitigen. |

Pyrochlor ist ein häufig vorkommendes Mineral aus der Mineralklasse der „Oxide und Hydroxide“ mit der idealisierten chemischen Zusammensetzung Ca2Nb2O7. Es kristallisiert im kubischen Kristallsystem und bildet häufig oktaedrische Kristalle mit brauner, roter, grünlicher, oranger, gelblicher oder schwarzer Farbe.

## Besondere Eigenschaften
Durch Substitution lassen sich zahlreiche weitere Elemente in die Kristallstruktur einfügen. Das Mineral kann eine große Menge an Seltenen Erden, Uran und Thorium enthalten. Durch die Radioaktivität von Uran und Thorium kann das Kristallgitter zerstört, das Mineral „isotropisiert“ und zu einem amorphen Metamikt werden. Durch Ausheizen kann es allerdings wieder rekristallisiert werden.

## Etymologie und Geschichte
Der Name Pyrochlor (griechisch πυρ pyr = Feuer, χλωρός chlorós = grün) geht auf die Eigenschaft des Minerals zurück, nach dem Schmelzen mit Phosphorsalz (Natrium-ammonium-hydrogenphosphat) vor dem Lötrohr zu einem grünen Glas zu erstarren.
Erstmals gefunden wurde Pyrochlor 1826 bei Stavern in der norwegischen Provinz Vestfold und beschrieben durch Friedrich Wöhler.

## Klassifikation
In der mittlerweile veralteten Systematik der Minerale nach Strunz (8. Auflage) gehört Pyrochlor noch zur Abteilung der Oxide mit dem Stoffmengenverhältnis Metall : Sauerstoff = 2 : 3.
Mit der Überarbeitung der Strunz'schen Mineralsystematik in der 9. Auflage wurden die Abteilungen jedoch teilweise neu definiert und präziser unterteilt. Der Pyrochlor findet sich daher jetzt in der Unterabteilung der „Oxide mit dem Stoffmengenverhältnis Metall : Sauerstoff = 1 : 2 und vergleichbare, mit großen (± mittelgroßen) Kationen und Lagen kantenverknüpfter Oktaeder“.
Die im englischen Sprachraum gebräuchliche Systematik der Minerale nach Dana ordnet den Pyrochlor ebenfalls in die Klasse der Oxide und Hydroxide, dort allerdings in die Unterabteilung der mehrfachen Oxide mit Nb, Ta und Ti; mit der Formel A2(B2O6)(O,OH,F). Dort ist er namensgebendes Mineral der „Pyrochlorgruppe (Pyrochlor-Untergruppe; Nb>Ta;(Nb+Ta)>2(Ti))“.

## Modifikationen und Varietäten
Aufgrund der mannigfaltigen Substitutionsmöglichkeiten sind zahlreiche Modifikationen und Varietäten des Pyrochlors beschrieben worden. Koppit ist kirschrot gefärbt und Ce-haltig, der schwarze Mutarait enthält größere Mengen Zn und Fe, im grünlichbraunen Betafit finden sich neben U bedeutende Anteile an Seltenerdelementen und Pb.

## Bildung und Fundorte
Pyrochlor ist häufig mit Apatit, Aegirin, Zirkon sowie Seltenen-Erden-Mineralen vergesellschaftet. Es tritt meist in Alkali-Pegmatiten und in Karbonatiten auf (Koppit z. B. im Kaiserstuhl/Baden-Württemberg).
Als häufige Mineralbildung ist Pyrochlor an vielen Fundorten anzutreffen, wobei bisher (Stand: 2013) über 2300 Fundorte als bekannt gelten.
In Deutschland trat das Mineral an vielen Orten im Schwarzwald (Münstertal, Oberwolfach, Sulzburg) in Baden-Württemberg, an einigen Stellen im Bayerischen Wald, im Taunus (Grube Silbergaut und Phillipseck) in Hessen, an mehreren Orten im Harz (Bad Lauterberg, Clausthal-Zellerfeld, St Andreasberg, Harzgerode) von Niedersachsen bis Sachsen-Anhalt, im Sauerland und Siegerland in Nordrhein-Westfalen, an vielen Stellen in der Eifel (Laacher See, Rieden, Westerwald) sowie an einigen Orten in Sachsen und Thüringen auf.
In Österreich fand man Pyrochlor bisher vor allem in Kärnten wie unter anderem im Gebiet Friesach-Hüttenberg und den Gurktaler Alpen, aber auch an mehreren Stellen in Niederösterreich (Bucklige Welt), Salzburg (Lungau), der Steiermark und im Tiroler Inntal.
In der Schweiz kennt man das Mineral bisher nur aus dem Hinterrheintal, vom Chlitobel und vom Murettopass im Kanton Graubünden, aus dem Weisstannental in St Gallen und aus Malcantone im Tessin.
Weitere Fundorte liegen unter anderem in Afghanistan, Ägypten, Algerien, Angola, Argentinien, Äthiopien, Australien, Bolivien, Brasilien, Chile, China, der Demokratischen Republik Kongo, Finnland, Frankreich, Französisch-Guayana, Französisch-Polynesien, Gabun, Griechenland, Grönland, Guatemala, Guinea, Guyana, Indien, Iran, Irland, Italien, Japan, Kamerun, Kanada, Kasachstan, Kenia, Kirgisistan, Luxemburg, Madagaskar, Malawi, Malaysia, Mali, Marokko, Mazedonien, Mexiko, der Mongolei, Mosambik, Myanmar, Namibia, Neuseeland, Niger, Nigeria, Nord- und Südkorea, Norwegen, Pakistan, Paraguay, Peru, Polen, Portugal, Ruanda, Rumänien, Russland, Sambia, Saudi-Arabien, Schweden, Simbabwe, Slowakei, Somalia und Somaliland, Spanien, Südafrika, Eswatini, Tadschikistan, Tansania, Thailand, Tschechien, Türkei, Uganda, der Ukraine, Ungarn, Usbekistan, Venezuela, im Vereinigten Königreich (Großbritannien), den Vereinigten Staaten von Amerika (USA) und in Vietnam.
Auch auf dem Mond, genauer in den Gesteinsproben, die die Sonde Luna 24 vom Mare Crisium und die Mission Apollo 14 aus dem Fra Mauro-Hochland mitbrachte, konnte Pyrochlor nachgewiesen werden.

## Kristallstruktur
Pyrochlor kristallisiert kubisch in der Raumgruppe Fd3m (Raumgruppen-Nr. 227) mit dem Gitterparameter a = 10,4 Å sowie acht Formeleinheiten pro Elementarzelle.

## Verwendung
Da das Mineral einen hohen Anteil an Niob enthält, ist es für die Luft- und Raumfahrtindustrie von Interesse. Niob-Legierungen gelten als verschleiß- und korrosionsbeständig. Weiterhin wird das Mineral zur Herstellung von Supraleitern benötigt.